# Dichelacera crocata
Dichelacera crocata är en tvåvingeart som beskrevs av David Fairchild 1953. Dichelacera crocata ingår i släktet Dichelacera och familjen bromsar. Inga underarter finns listade i Catalogue of Life.